# Фофаново (Ивановская область)
Фофаново — упразднённая деревня в Южском районе Ивановской области России. Находилась на территории Хотимльского сельского поселения.

## География
Деревня расположена в юго-восточной части региона, в зоне хвойно-широколиственных лесов, примерно в 17 км к западу от райцентра Южа. 

### Климат
Климат характеризуется как умеренно континентальный, с холодной многоснежной зимой и умеренно тёплым летом. Среднегодовая температура воздуха — 3,3 °C. Средняя температура воздуха самого холодного месяца (января) — −11,9 °C, средняя температура самого тёплого (июля) — 18,6 °С. Годовое количество атмосферных осадков составляет 494 мм, из которых большая часть выпадает в тёплый период. Снежный покров держится в течение 150 дней.

## История
В XIX — начале XX века деревня входила в состав Шуйского уезда Владимирской губернии. 

## Население
По данным на 1859 год в деревне при колодцах числилось 18 дворов, 48 жителей мужского пола, 56 — женского. 

## Известные уроженцы, жители
В Фофаново родилась и провела юные годы мать великого русского писателя А.П.Чехова Евгения Морозова.